# Золакар
Золакар (вірм. Զոլաքար) — село в марзі Гегаркунік, на сході Вірменії. Село розташоване за 6 км на схід від міста Мартуні, за 2 км на південь від траси Єреван — Севан — Мартуні — Варденіс, за 2 км на схід від села Астхадзор та за 6 км на захід від села Варденік.